# 蒙托
蒙托（法語：Montaut，法語發音：[mɔ̃to]）是法国大西洋比利牛斯省的一个市镇，位于该省东部，属于波城区。

## 地理
蒙托（43°7'48"N, 0°12'1"W）面积15.41 平方千米，位于法国新阿基坦大区大西洋比利牛斯省，该省份为法国东南部省份，涵盖了贝阿恩与北巴斯克，西临大西洋比斯開灣，北至朗德省，东北接热尔省，东临上比利牛斯省，南与西班牙接壤。
与蒙托接壤的市镇（或旧市镇、城区）包括：盧爾德、圣佩德比戈尔、科阿拉兹、伊贡、莱斯泰勒贝塔拉姆、圣樊尚。

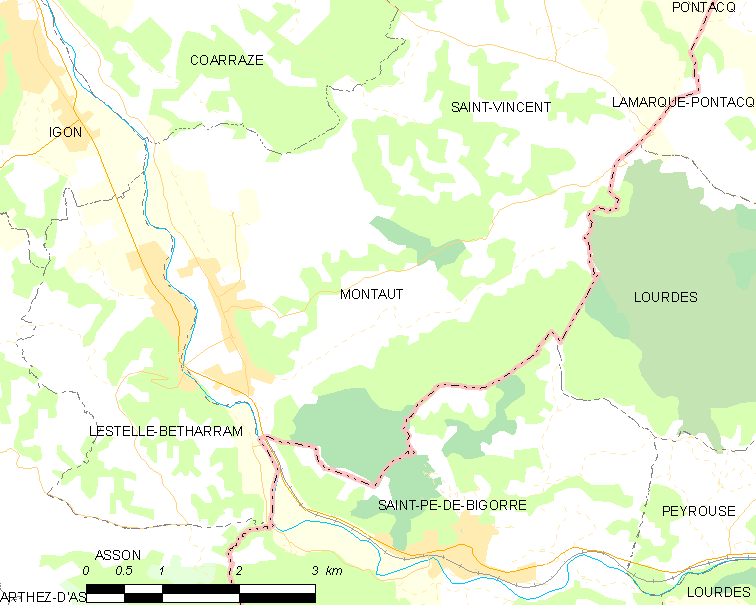
蒙托的OSM定位图

蒙托的时区为UTC+01:00、UTC+02:00（夏令时）。

## 行政
蒙托的邮政编码为64800，INSEE市镇编码为64400。

## 政治
蒙托所属的省级选区为乌斯河与拉关河河谷县。

## 人口

1962-2008年间蒙托人口变化图示

蒙托于2022年1月1日时的人口数量为1121人。